# Вазон (Тренто)
Вазон је насеље у Италији у округу Тренто, региону Трентино-Јужни Тирол.
Према процени из 2011. у насељу је живело 54 становника. Насеље се налази на надморској висини од 1635 м.